# Kusch Yachts
Die Kusch Yachts ist ein deutsches Unternehmen zur Gestaltung und Konstruktion von Megayachten mit Hauptsitz in Wewelsfleth, Schleswig-Holstein. Zur Firma gehört außerdem die Schiffswerft Peters Werft im selben Ort. Die Werft ist bekannt für den Bau von zivilen Großjachten wie beispielsweise der 133 Meter langen Al Mirqab.

## Geschichte
Das Unternehmen wurde 1981 von Claus Kusch gegründet. 1982 wurde die erste Yacht Lady Georgina (ex Katalina) ausgeliefert. Nach der Insolvenz der Peters Werft übernahm man sukzessive die Mehrheit. Heute ist das Unternehmen in allen Bereichen des Megayacht-Baues tätig, inklusive Design und Entwicklung sowie Reparatur und Nachrüstung von Yachten und anderen Schiffen.

## Weblink
- Website der Yachtwerft Kusch Yachts

## Belege
1. ↑  Erleben Sie das Luxuriöse Superyacht Al Mirqab: Eine der größten Yachten der Welt. In: Superyacht Fan. Abgerufen am 23. Februar 2024 (amerikanisches Englisch).
2. ↑  Kusch Yachts. In: Boat International. Abgerufen am 23. Februar 2024 (englisch).
3. ↑  Megayachten aus Wewelsfleth. In: Hamburger Abendblatt. 31. August 2000, abgerufen am 23. Februar 2024.
4. ↑  Kusch Yacht Projekte Gmbh - Wewelsfleth 25599 (Kreis Steinburg), Am Ha. In: Kompass. Abgerufen am 23. Februar 2024.